# Reinhard Arndt
Reinhard Arndt oder Reinhardt Arndt (* 4. Juni 1952 in Berlin) ist ein ehemaliger deutscher Judoka, der für die DDR antrat. Er gewann drei Bronzemedaillen bei Europameisterschaften.

## Karriere
Der 1,69 m große Arndt kämpfte ab 1977 im Ultraleichtgewicht, der Gewichtsklasse bis 60 Kilogramm. Bei den Europameisterschaften 1977 in Ludwigshafen gewann Arndt seine erste Bronzemedaille. Im gleichen Jahr war er erstmals Deutscher Meister der DDR. Auch bei den Europameisterschaften 1978 in Helsinki erkämpfte Arndt Bronze. 1979 gewann er seinen zweiten Meistertitel. 1980 erhielt er bei den Europameisterschaften in Wien seine dritte Bronzemedaille.
Bei den Olympischen Spielen 1980 in Moskau gewann er seinen ersten Kampf gegen den Rumänen Arpad Szabó mit einer Koka-Wertung. In seinem zweiten Kampf unterlag er dem Mongolen Yanjmaagiin Dorj mit einer Yuko-Wertung.
Arndt war beim SC Dynamo Hoppegarten. Nach seiner sportlichen Laufbahn war Reinhard Arndt zunächst als Trainer an der Sportschule Berlin tätig. Ab 1991 war er beim Verein Samura Oranienburg angestellt, wo er 2017 in den Ruhestand verabschiedet wurde.